# Meijin 1969
Il Meijin 1969 è stata l'ottava edizione del torneo goistico giapponese Meijin.

## Torneo
- W indica vittoria col bianco
- B indica vittoria col nero
- X indica la sconfitta
- +R indica che la partita si è conclusa per abbandono
- +N indica lo scarto dei punti a fine partita
- +F indica la vittoria per forfeit
- +? indica una vittoria con scarto sconosciuto
- V indica una vittoria in cui non si conosce scarto e colore del giocatore

| Giocatore         | R.K. | E.S. | S.H. | Hi.F. | S.K. | Ho.F. | N.M. | K.K. | H.O. | Risultato | Note                    |
| ----------------- | ---- | ---- | ---- | ----- | ---- | ----- | ---- | ---- | ---- | --------- | ----------------------- |
| Rin Kaiho         | –    | X    | X    | W+1   | W+?  | W+?   | W+?  | B+R  | B+R  | 6-2       | Qualificato alla finale |
| Eio Sakata        | W+R  | –    | X    | X     | B+R  | X     | W+R  | X    | B+R  | 4-4       |                         |
| Shoji Hashimoto   | W+?  | W+R  | –    | B+3   | X    | X     | B+?  | W+?  | X    | 5-3       |                         |
| Hideyuki Fujisawa | X    | B+2  | X    | –     | W+5  | W+1   | B+R  | B+R  | W+R  | 6-2       |                         |
| Shuchi Kubouchi   | X    | X    | W+11 | X     | –    | X     | B+?  | W+?  | X    | 3-5       | Retrocesso              |
| Hosai Fujisawa    | X    | B+12 | W+?  | X     | W+R  | –     | B+?  | W+?  | W+?  | 6-2       |                         |
| Nobuaki Maeda     | X    | X    | X    | X     | X    | X     | –    | X    | X    | 0-8       | Retrocesso              |
| Katsuji Kada      | X    | W+0  | X    | X     | X    | X     | W+?  | –    | X    | 2-6       | Retrocesso              |
| Hideo Otake       | X    | X    | B+2  | X     | B+2  | X     | W+R  | W+?  | –    | 4-4       |                         |

Rin Kaiho, Hideyuki Fujisawa e Hosai Fujisawa hanno ottenuto tutti sei vittorie e due sconfitte. La vittoria del torneo, e la conseguente qualificazione per la finale contro il detentore, sono andati a Rin Kaiho poiché aveva vinto entrambi gli scontri diretti contro i rivali.

## Finale
La finale è stata una sfida al meglio delle sette partite.